# Cicer yamashitae
Cicer yamashitae är en ärtväxtart som beskrevs av Siro Kitamura. Cicer yamashitae ingår i släktet kikärter, och familjen ärtväxter. Inga underarter finns listade i Catalogue of Life.